# Alessandro Venturella
Alessandro Giovanni Venturella, detto Alex, noto anche con lo pseudonimo di VMan (Regno Unito, 12 aprile 1984), è un bassista e chitarrista britannico.

## Biografia
Venturella, di chiare origini italiane, ha svolto per diverso tempo il lavoro di tecnico delle chitarre per gruppi come Mastodon e Architects; è stato anche chitarrista nelle band metal Krokodil e Cry for Silence.
Nel 2014 appare nel video della canzone The Devil in I degli Slipknot, brano per il quale registra le parti di basso. È successivamente annunciato come membro ufficiale nel corso dello stesso anno, in subentro del membro fondatore Paul Gray, deceduto nel 2010. In un'intervista, il musicista ha dichiarato di essersi proposto come nuovo componente degli Slipknot dopo che Jim Root, con il quale era già in buoni rapporti, gli aveva confidato che cercavano un nuovo bassista dopo la scomparsa di Paul Gray, nonostante Venturella fosse principalmente un chitarrista.

## Discografia

### Con i Cry for Silence
- 2001 – Through the Precious Words
- 2004 – The Longest Day
- 2008 – The Glorious Dead

### Con i Krokodil
- 2014 – Nachash

### Con gli Slipknot
- 2014 – .5: The Gray Chapter
- 2019 – We Are Not Your Kind
- 2022 – The End, So Far